# The Diary of a Chambermaid
The Diary of a Chambermaid (bra: Segredos de Alcova) é um filme estadunidense de 1946, do gênero drama histórico, dirigido por Jean Renoir, estrelado por Paulette Goddard, e coestrelado por Burgess Meredith, Hurd Hatfield e Francis Lederer. O roteiro do próprio Meredith foi baseado no romance homônimo de 1900, de Octave Mirbeau; e na peça teatral "Le journal d'une femme de Chambre" (1931), de André Heuzé, André de Lorde e Thielly Norès.
A trama retrata a história de uma camareira ambiciosa que espera conseguir seduzir um homem casado e rico, perturbando gravemente a família rica dele.

## Sinopse
Em 1885, na França, Célestine (Paulette Goddard), uma camareira ambiciosa, consegue um novo emprego na casa dos Lanlaire, no campo. Com a intenção de buscar melhores oportunidades, ela decide utilizar sua beleza e charme para seduzir um homem rico. Contudo, a casa é firmemente controlada por Madame Lanlaire (Judith Anderson), que conta com a ajuda do estranho valete Joseph (Francis Lederer), o que torna o Capitão Lanlaire (Reginald Owen) uma escolha pouco promissora. Diante disso, ela direciona suas investidas ao vizinho, o Capitão Mauger (Burgess Meredith). Porém, a chegada de Georges (Hurd Hatfield), o belo filho dos Lanlaire, complica o jogo de sedução de Célestine, atraindo não apenas o Capitão Mauger e o jovem Georges, mas também Joseph, colocando ela e toda a família em uma situação delicada.

## Elenco
- Paulette Goddard como Célestine
- Burgess Meredith como Capitão Mauger
- Hurd Hatfield como Georges Lanlaire
- Francis Lederer como Joseph
- Judith Anderson como Madame Lanlaire
- Florence Bates como Rose
- Irene Ryan como Louise
- Reginald Owen como Capitão Lanlaire

## Produção
Originalmente, a RKO Pictures adaptaria o romance, com Jean Renoir, Burgess Meredith e Paulette Goddard atuando como produtores, mas eles não conseguiram chegar a um acordo sobre a história. Dudley Nichols era o responsável por escrever o roteiro nessa época. Com os direitos de exibição livres, Renoir, Meredith e Goddard formaram a Camden Productions, Inc. para conseguir produzir o filme. Benedict Bogeaus, proprietário da General Service Studios, tornou-se o principal acionista ao fornecer US$ 900 mil à empresa.
A ambientação e os figurinos do filme foram copiados das pinturas de Pierre-Auguste Renoir, pai do diretor Jean Renoir. Por essa razão, a produção é ambientada em 1885.

## Recepção
Embora a resposta inicial da crítica tenha sido mista, o filme obteve o lucro esperado e conseguiu ser eleito um dos dez melhores lançamentos daquele ano.
Após a estreia do filme, a revista Variety escreveu: "Esta é uma trama estranha, do tipo feito tão bem pelos franceses – e de forma pouco convincente por quase qualquer outro. The Diary, em sua forma estadunidense, não tem nem de perto o mesmo enredo nem a mesma riqueza sugerida pela versão original francesa, mas possui nomes e um interesse próprio".
"The Diary of a Chambermaid" foi eleito o oitavo melhor filme em língua inglesa de 1946 pelo National Board of Review.